# Pokalturneringen i ishockey for kvinder 2020-21
Pokalturneringen i ishockey for kvinder 2020-21 var den første udgave af Pokalturneringen i ishockey for kvinder. Turneringen blev arrangeret af Danmarks Ishockey Union og afviklet med deltagelse af fire hold, der først spillede semifinaler, der blev afgjort over to kampe, efterfulgt af en finale i form af én kamep.
Turneringen blev vundet af Herlev IK, som i finalen besejrede Odense IK med 8-1, og som dermed vandt Pokalturneringen i ishockey for kvinder for første gang.

## Resultater

### Format
Turneringen havde deltagelse af fire hold:
- Herlev IK
- Hvidovre IK
- Odense IK
- AaB Ishockey

Holdene blev parret i to semifinaler, der blev afgjort over to kampe. I finalen spillede de to vindende semifinalister én kamp om titlen.
Turneringen blev afviklet under COVID-19-pandemien, og kampene blev derfor spillet uden tilskuere.

### Semifinaler
| Dato         | Kl.   | Kamp                     | Res. | Perioder      | Tilsk. | Ref.        |
| ------------ | ----- | ------------------------ | ---- | ------------- | ------ | ----------- |
| 12. december | 17:00 | AaB Ishockey – Odense IK | 0–6  | 0-1, 0-2, 0-3 |        | Kamprapport |
| 13. december | 15:00 | Odense IK – AaB Ishockey | 5–2  | 2-1, 1-1, 2-0 |        | Kamprapport |

| Dato      | Kl.   | Kamp                    | Res. | Perioder      | Tilsk. | Ref.        |
| --------- | ----- | ----------------------- | ---- | ------------- | ------ | ----------- |
| 4. januar | 20:15 | Herlev IK – Hvidovre IK | 4–2  | 0-0, 0-0, 4-2 |        | Kamprapport |
| 7. januar | 19:15 | Hvidovre IK – Herlev IK | 1–1  | 0-0, 1-0, 0-1 |        | Kamprapport |

### Finale
Finalen blev afgjort i én kamp mellem vinderne af de to semifinaler, der blev spillet i Odense.
| Dato       | Kl.   | Kamp                  | Res. | Perioder      | Tilsk. | Ref.        |
| ---------- | ----- | --------------------- | ---- | ------------- | ------ | ----------- |
| 30. januar | 13:30 | Odense IK – Herlev IK | 1–8  | 1-3, 0-3, 0-2 |        | Kamprapport |